# Италијанска оклопњача Сичилија
Сичилија (итал. Sicilia, Сицилија) је била италијанска оклопњача класе Ре Умберто. Поринута је у Венецији 1891. године.
Учествује у италијанско-турског рата где врши подршку снагама при искрцавању код Триполија и осталим деловима Либије.